# Un cappello pieno di stelle
Un cappello pieno di stelle (A Hat Full of Sky) è un libro di Terry Pratchett (2004). Fa parte di una serie di libri rivolti ai ragazzi (ma non solo), ed ambientati nel Mondo Disco. Il libro è il seguito di L'intrepida Tiffany e i Piccoli Uomini Liberi, il libro successivo è La corona di ghiaccio.

## Trama
Gli eventi si svolgono due anni dopo quanto avvenuto nell'Intrepida Tiffany e i Piccoli Uomini Liberi, e rappresenta una Tiffany Aching ormai undicenne.
La piccola Tiffany cresce, compiendo i primi passi verso nell'apprendistato stregonesco. D'altra parte, Nonnina Weatherwax le ha fatto dono di un cappello invisibile, ha combattuto e battuto la regina del mondo delle fate e può fare affidamento sulla stirpe dei Nac Mac Feegle, e non dovrebbero presentarsi ostacoli per una promessa dell'occulto come lei. Eppure Tiffany dovrà fare i conti con la realtà del mondo delle streghe e con la sua disarmente normalità: una realtà fatta di colleghe vanesie e sciocche, di gesti quotidiani tutt'altro che straordinari, di vecchietti da accudire, di contadini e paesani da proteggere (per lo più da loro stessi e dalla loro ignoranza), per di più priva dell'aiuto del piccolo popolo libero, governato da una nuova e gelosa Kelda. Un mondo in cui la strega, dotata di poteri magici temibili, è forte e saggia solo fin quando diffida di tali poteri. Perché in fondo la vera magia è sapere quello che gli altri non sanno. Eppure talvolta serve saper fare magie vere, come quando le bizzarre entità del Disco, creature che dovrebbero abitare solo le fantasie degli sciocchi, iniziano a vagare per il Disco: creature malvagie, spaventose e potenti o magari semplicemente confuse e spaesate come lo Sciame.

## Commenti
Il secondo capitolo della crescita di Tiffany segna un passo importante, con la presa di coscienza della piccola strega delle responsabilità e le insidie del proprio potere: un potere che, nella tradizione Pratchettiana, va ben oltre l'agitare una bacchetta e pronunciare formule. Un libro in cui Pratchett continua la sua opera di demolizione del fantasy e dei suoi luoghi comuni attraverso il costante tentativo di razionalizzare il fantastico e dargli una logica: una logica che nella sua paradossale comicità risulta spesso più credibile, o quanto meno più interessante, della visione di colleghi più "seri".

## Personaggi
- Tiffany Aching: ragazzina neppure adolescente ma promettentissima strega, dotata del Senno di Prima, del raro Senno di Poi e del rarissimo Senno del Senno di Poi. Sebben si reputi strega sino al midollo non ha chiara la reale funzione della strega sul Disco. Talvolta, schiacciata delle responsabilità e dagli eventi occulti che la circondano, si ricorda che, in fondo, è ancora una ragazzina. Bravissima a fare il formaggio.
- Madame Weatherwax, Nonnina per gli amici (Mistress Weatherwax, Granny Weatherwax: in assoluto la strega più influente del Disco. Le streghe non hanno gerarchia, ma se ci fosse sarebbe occupata per metà dalla Weatherwax. Nutre rispetto per la piccola Tiffany e, sotto sotto, sa che non è immortale e che la ragazzina potrebbe essere, a conti fatti, la sua erede. Aiuta la piccola strega nel miglior modo possibile: non aiutandola affatto.
- Miss Level: peculiare strega dotata di due corpi. Spesso viene scambiata per due gemelle.
- Petulia, Annagramma e ragazzine varie: streghe in fieri, più grandi e smaliziate di Tiffany. Poiché indossano molti accessori occulti, ritengono di essere brave per forza di cose.
- Lo Sciame: creatura invisibile, un simbionte alla ricerca dell'ospite ideale dagli albori del Disco. Dà alle persone esattamente quello che vogliono: il fatto che tutti i suoi ospiti muoiano vittima dei propri desideri è riprova del fatto che la gente dovrebbe fare più attenzione a quello che desidera. È l'antagonista della storia.
- Nac Mac Feegle, in singolo e sotto forma di sol uomo: creature fatate. Piccoli, violenti e cronicamente ubriachi. Proteggono Tiffany in quanto "Issa è la loro piccola aggia grande", ovvero la loro strega. Momentaneamente scombussolati da repentini cambiamenti: Rub Chitipare (Rob Anyone) è convolato a nozze con Jeannie, nuova Kelda (capo del clan). Jeannie, come ogni donna Mc Feegle, è saggia e riflessiva ma, come ogni donna di qualsiasi razza, è anche gelosa, e non le garba il passato (per quanto del tutto innocente e fittizio) matrimonio fra l'uomo suo e l'aggia piccola (aggia: strega nel singolare linguaggio dei Nac Mac Feegle).
- Oswald: Ondergaist. L'esatto opposto dei Poltergeist. I poltergeist rovesciano mobili, fanno vorticare la biancheria e tendono a fare baccano. Oswald, invece, è un fantasma maniaco dell'ordine. Vive in casa di Miss Level.

## Edizioni
- Terry Pratchett, Un cappello pieno di stelle, traduzione di Maurizio Bertocci, Salani Editore, 2022, p.346, ISBN 978-88-9381-496-6
- Terry Pratchett, Un cappello pieno di stelle, traduzione di Maurizio Bartocci, Arnoldo Mondadori Editore, 2005,  p. 328, ISBN 88-04-55041-4.